# Aitzaz Ahsan
Chaudhry Aitzaz Ahsan (* 27. září 1945) je pákistánský právník, politik a disident. Byl pákistánským federálním ministrem (spravedlnosti a školství), členem a předsedou pákistánského Senátu a vůdcem opozice. V současné době je jedním z vůdců demokratické opozice proti vládě Parvíze Mušarafa, v roce 2007 byl několikrát vězněn.